# 城寨 (電台)
城寨 (Singjai) 於2014年成立，由劉細良及鄺頴萱夫婦創辦？政治光譜上偏向泛民主派。6月16日，「城寨」首日節目於其YouTube頻道發布，6月20日正式啟播。
2019年6月，受送中條例影響，觀看城寨直播人數不斷上升。至2020年6月，有約三萬人在網上觀看劉細良直播的主持節目，24小時內則有約十七萬人觀看其節目。

## 節目一覽表[1][2][3]
星期一：《城寨新聞》（主持：劉細良)
星期二：《奪命Loudzone》(主持：劉細良)
星期三：《城寨新聞》（主持：劉細良)
星期四：《三不館》(主持：劉細良)
星期五：《城寨新聞》（主持：劉細良)
星期六：《細看歷史》（主持：鄭太經、劉細良）、《城寨國際》（主持：劉細良)
星期日：《Singjai Stand Up》（主持：劉細良)、《城寨咖啡室》（主持：劉細良)

## 已結束節目
- 《怒漢推歌》（主持：周博賢、譚達華（探長）、Terry Yip）
- 《城寨有樂》(主持：劉細良)（Wordpress 聲音重溫）
- 《三角厚多士》（主持︰鄺頴萱、蕭家怡、Pemiga、雨文）
- 《一家之言》（主持：黄偉民）
- 《甲乙丙丁》（主持：張綺貞）
- 《動保寶》（主持︰鄺頴萱、黃豪賢）
- 《獨男讀女》（主持︰甄霈霖 Lance、蕭家怡）
- 《80後吱吱噚》（主持︰Reeve、Prudence）
- 《遊走時代》（主持︰施主、Joey）
- 《城寨 X 花生》（主持: 劉細良、曾浚瑛（金鷹））
- 《舊史好D》（主持：大AN、Eddy Sir）
- 《偽腔》（主持：蠍子王、 阿吉）
- 《煉心術》（主持：安靜）
- 《十八般武藝》（主持：甄霈霖 Lance、大舊）
- 《炎黃解毒片》（主持：劉細良、羊獅虎）
- 《生意好D》（主持：大AN）
- 《關公災難》（主持：鄺頴萱、聶德寶 Joyce）
- 《還看歷史》（主持：何俊仁、劉細良）
- 《酒杯敲你個頭》（主持: 阿Dee、羊獅虎）
- 《探險隊1842》（主持：劉細良、李家宏、陳仁啟、張往）
- 《怒漢推古》(主持：施主、羊獅虎)（Wordpress 聲音重溫）
- 《城寨新聞》（主持：梁翊婷 Edith）
- 《周星星同學會》（主持：劉細良、李家宏）
- 《孖寶遊世界》（主持：聶德寶 Joyce、Stella）
- 《在香港長大》（主持: 猶利亞 Gloria）
- 《世態炎良》（主持：姚松炎、劉細良）
- 《細小教室》（主持：劉小麗、劉細良）
- 《離地新聞》（主持：Titus、Chris）
- 《敢怒敢研》(主持：李達寧及本土研究社成員)
- 《政治咖哩飯》(主持：范國威、任啟邦、譚凱邦、劉細良)
- 《解圍》（主持：伍凱欣、 冼卓嵐、 莊榮輝）
- 《細看世情》（主持：黃世澤、劉細良）
- 《BIG良為昌》（主持：楊繼昌、劉細良）
- 《粵語片榮光錄》(主持：舒琪及嘉賓主持)
- 《彌敦道政交所》(主持：湛國揚及嘉賓主持)
- 《技安的未來世界》（主持：Bonnie、劉細良）
- 《老趙茶餐廳》（主持：趙錦榮、劉細良）